# Dingir
Dingir (scritto anche diĝir) è un determinativo cuneiforme, utilizzato primariamente per indicare la "divinità", sebbene esso possa avere altri significati secondari, sempre in relazione all'idea di dio. In quanto determinativo, esso non è pronunciato ed è convenzionalmente traslitterato con un "D" in apice, come in DInanna. Genericamente, dingir può essere reso in "dio" o "dea".
Il segno cuneiforme sumerico per DINGIR o DIGIR è: 𒀭 (secondo le convenzioni assiriologiche, la scrittura in caratteri maiuscoli identifica un segno cuneiforme, mentre il valore fonemico di un segno in un dato contesto è reso in scrittura minuscola). Di per sé esso rappresenta il termine sumero an ("cielo" o "paradiso") o l'ideogramma per An, la divinità suprema del pantheon sumerico. In cuneiforme assiro, il termine (AN, DINGIR, ) può rappresentare sia un ideogramma per "divinità" (ilum) o un sillabogramma per an, o ìl-. In ortografia ittita, il valore sillabico del segno era anche an.
Il concetto di "divinità" in sumero è strettamente associato con quello di paradiso o cieli, come appare evidente dal fatto che il segno cuneiforme è analogo a quello per "cielo", e che la forma originale (pittografica) è quella di una stella. L'associazione originale di "divinità" è, quindi, con le ierofanie "brillante" o "luccicante" nel cielo. È anche stata suggerita una possibile relazione di prestito del sumerico dingir con il turco tengri, "cielo, dio del cielo".

## Segno cuneiforme

### Sumerico
Il segno Sumerico DINGIR  era in origine riportato come un ideogramma a forma di stella, che indicava un dio, in generale, o il dio sumerico An, il Padre degli dei. Dingir significava anche cielo o paradiso, in contrasto con ki, che significava terra. La sua pronuncia era dimer.
Il plurale di dingir è dingir dingir. 

### Assiro
Il segno assiro DINGIR poteva significare:
- Il nominale Accadico ilah|il-, con il significato di "dio" o "dea", derivato acrofonicamente dal Semitico ilah|ʾil-
- il dio Anum
- il termine accadico šamû, con il significato di "cielo"
- le sillabe an e il
- una preposizione che significa "a" o "verso"
- un determinativo che indica che la parola successiva è il nome di un dio

Secondo alcune interpretazioni, DINGIR potrebbe anche riferirsi a un sacerdote/sacerdotessa, sebbene esistano le altre parole accadiche ēnu e ēntu che sono tradotte in sacerdote e sacerdotessa. Per esempio, nin-dingir (signora divina) indicava una sacerdotessa che riceveva offerte in cibo dai fedeli nel tempio di Enki nella città di Eridu.

### Codifica digitale
Il segno cuneiforme è codificato in Unicode sotto il suo nome di AN alla U+1202D 𒀭.